# Hijaluronoglukuronidaza
Hijaluronoglukuronidaza (EC 3.2.1.36, hijaluronidaza, glukuronaglukozaminoglikan hijaluronatna lijaza, orgelaza) je enzim sa sistematskim imenom hialuronat 3-glikanohidrolaza. Ovaj enzim katalizuje sledeću hemijsku reakciju
Randomna hidroliza (1->3)-veza između beta-D-glukuronata i N-acetil-D-glukozaminskih ostataka u hijaluronatu

## Spoljašnje veze
- Hyaluronoglucuronidase на 